# Centre Parroquial San Cristóbal
El Centre Parroquial Sant Cristòfol o en la denominació oficial Centro Parroquial San Cristóbal és un club de futbol català de la ciutat de Terrassa. Actualment juga al grup cinquè de la Tercera Divisió RFEF.

## Història
Va ser fundat l'any 1957, associat al centre religiós del mateix nom. Actualment (2007) és el segon club de futbol de Terrassa en importància tenint en compte les classificacions futbolístiques. Disputa els seus partits a l'estadi Municipal de Ca n'Anglada i els seus colors són el blau i el blanc a franges verticals, amb pantaló blau.
Pel que fa al palmarès, cal destacar que fou finalista de la Copa Generalitat de l'any 1987, en què perdé amb el CF Lloret per 3 gols a 0.
A l'any 2016, es va proclamar campió de la Copa Catalunya Amateur després de superar al FC Sant Cugat Esport en la tanda de penals (2-3).

## Temporades
Fins a l'any 2011-12 el club ha militat 2 vegades a Tercera Divisió, 10 a Primera Catalana i 19 a Preferent Territorial. La temporada 2015-2016 ascendí novament a Primera Catalana.
| - 1987-88: 3a Divisió 10è - 1988-89: 3a Divisió 20è - 1991-92: 1a Div. Catalana 11è - 1992-93: 1a Div. Catalana 11è - 1993-94: 1a Div. Catalana 15è - 1994-95: 1a Div. Catalana 12è - 1995-96: 1a Div. Catalana 18è - 2007-08: 1a Div. Catalana 15è - 2008-09: 1a Div. Catalana 13è - 2009-10: 1a Div. Catalana 6è | - 2010-11: 1a Div. Catalana 13è - 2011-12 1a Catalana grup 1 4t |  |

## Palmarès
- Primera Catalana: 1987 I, 2007 I, 2018 II
- Segona Catalana: 1981 II, 2016 IV
- Copa Catalunya Amateur: 2016
- Campionat de Catalunya: 2018